# Vito Basiliana
Vito Basiliana (27 giugno 1953) è un ex maratoneta italiano.

## Palmarès
| Anno | Manifestazione          | Sede       | Evento   | Risultato | Prestazione | Note |
| ---- | ----------------------- | ---------- | -------- | --------- | ----------- | ---- |
| 1983 | Giochi del Mediterraneo | Casablanca | Maratona | 6º        | 2h26'07"    |      |

## Campionati nazionali
1976
- 12º ai campionati italiani assoluti, 10000 m piani - 31'38"6

1979
- 10º ai campionati italiani assoluti, 10000 m piani - 29'34"5

1980
- 31º ai campionati italiani di maratona - 2h26'57"

1981
- 11º ai campionati italiani assoluti, 10000 m piani - 30'14"81
- Bronzo ai campionati italiani di maratona - 2h17'01"
- 32º ai campionati italiani di corsa campestre - 39'20"

1982
- 5º ai campionati italiani di maratona - 2h16'53"
- 10º ai campionati italiani di maratonina - 1h36'39"

1983
- Oro ai campionati italiani di maratonina - 1h35'36"

1984
- 5º ai campionati italiani di maratona - 2h16'03"
- Oro ai campionati italiani di maratonina - 1h41'11"

## Altre competizioni internazionali
1981
- 47º in Coppa Europa di maratona ( Agen) - 2h25'58"
- 19º alla Roma-Ostia ( Roma), 27,5 km - 1h27'30"

1982
- 23º alla Maratona di Tokyo ( Tokyo) - 2h17'41"
- 33º alla Maratona di Torino ( Torino) - 2h28'23"

1983
- 17º alla Maratona di Stoccolma ( Stoccolma) - 2h19'52"
- 33º alla Milano Marathon ( Milano) - 2h27'02"
- 7º al Giro al Sas ( Trento) - 37'23"

1984
- Argento alla Milano Marathon ( Milano) - 2h14'43"

1987
- 20º alla Maratona di Venezia ( Venezia) - 2h21'25"